# Афеландра
Афеландра је род од око 60 врста скривеносеменица из породице Acanthaceae. Пореклом је из тропских крајева Америке и припада групи дугогодишњих зимзелених биљака. Афеландра може да нарасте између једног и два метра док ширина листова достиже 30cm. Цветови са густим шиљастим латицама налазе се на врху цветне стабљике.
Неке врсте узгајају се и као собно цвеће.

## Одабране врсте
- Род Aphelandra:
- Aphelandra albinotata
- Aphelandra anderssonii
- Aphelandra attenuata
- Aphelandra aurantiaca (Scheidw.) Lindl.
  - Синоним - Aphelandra fascinator, Aphelandra nitens[1]
- Aphelandra azuayensis
- Aphelandra bahiensis (Nees) Wassh.
- Aphelandra chamissoniana Nees
- Aphelandra chrysantha
- Aphelandra cinnabarina
- Aphelandra claussenii Wassh.
- Aphelandra colorata (Vell. Conc.) Wassh.
- Aphelandra dodsonii
- Aphelandra galba
- Aphelandra guayasii
- Aphelandra gunnari
- Aphelandra harleyi Wassh.
- Aphelandra harlingii
- Aphelandra sinclairiana
- Aphelandra ignea (Schrader) Nees ex Steudel
- Aphelandra marginata Nees & Martius
- Aphelandra maximiliana (Nees) Benth
- Aphelandra mirabilis Rizzini
- Aphelandra neesiana Wassh.
- Aphelandra nemoralis Nees
- Aphelandra loxensis
- Aphelandra nuda Nees
- Aphelandra obtusa (Nees) Wassh.
- Aphelandra obtusifolia (Nees) Wassh.
- Aphelandra paulensis Wassh.
- Aphelandra phaina
- Aphelandra phrynioides Lindau
- Aphelandra rigida
- Aphelandra sinclairiana Nees - Coral Aphelandra
- Aphelandra squarrosa - Zebra Plant
- Aphelandra stephanophysa
- Aphelandra sulphurea
- Aphelandra tetragona (Vahl) Nees
- Aphelandra tridentata
- Aphelandra zamorensis